# The Haunt of Fear
The Haunt of Fear est un comic book américain créé par William Gaines et Al Feldstein et publié par EC Comics. Il fait suite à Gunfighter et pour cela commence au numéro 15. Après les numéros 15, 16 et 17, EC dut reprendre la numérotation et le suivant porta le numéro 4. De ce fait il existe deux numéros 15, 16 et 17. Chaque numéro de ce bimestriel comportait quatre histoires d'horreur. La mise en place du Comics Code eu raison de son succès et sa publication cessa en novembre 1954 au numéro 28.

### Akileos
1. The Haunt of Fear volume 1 : Al Feldstein, Bill Gaines. Akileos : mai 2015, 222 p. Recueil des numéros 1 à 7 (28 histoires).
2. The Haunt of Fear volume 2 : Al Feldstein, Bill Gaines. Akileos : novembre 2017, 208 p. Recueil des numéros 8 à 14 (28 histoires).
3. The Haunt of Fear volume 3 : Al Feldstein, Bill Gaines. Akileos : novembre 2019, 208 p. Recueil des numéros 15 à 21 (28 histoires).
4. The Haunt of Fear volume 4 : Al Feldstein, Bill Gaines. Akileos : novembre 2020, 208 p. Recueil des numéros 22 à 28 (28 histoires)  accompagné d'un livret présentant les couvertures d'origine.